# Pegomya prominens
Pegomya prominens este o specie de muște din genul Pegomya, familia Anthomyiidae. A fost descrisă pentru prima dată de Stein în anul 1907. Conform Catalogue of Life specia Pegomya prominens nu are subspecii cunoscute.